# Daud II Szach
Daud II Szach (ur. ?, zm. 1413/1416) – sułtan Dekanu w 1397 roku.
Po 5-miesięcznym panowaniu został oślepiony i usunięty z tronu. Ostatnie lata życia spędził w Mekce.